# Ivar Fredrik Liebenfeld
Ivar Fredrik Liebenfeld, född 3 februari 1877 i Stockholm, död i 23 april 1952 i Norrköping, var en svensk hotelldirektör.
Ivar Fredrik Liebenfeld var son till grosshandlaren Louis Liebenfeld. Efter skolgång vid Högre latinläroverket å Norrmalm var han smörgåsnisse på Grand Hôtel, Stockholm 1892–1893. Därefter bedrev Liebenfeld restaurangstudier utomlands 1893–1903, bland annat i Storbritannien, Frankrike, Nederländerna och Belgien, samt genomgick Le Cottage Yverdon i Schweiz 1896. 1904–1905 var han hovmästare vid Hotell Rydberg och 1906–1907 vid Restaurang Kronprinsen i Stockholm. Han blev 1907 chef för Standard Hotel, Norrköping och Restaurant Strömsholmen i samma stad. Liebenfeld gjorde sig känd som en konstnärlig och kulinarisk begåvning och en framstående restauratör.